# Gijs van Lennep
Gijs van Lennep (n. 16 martie 1942, Aerdenhout⁠(d), Bloemendaal, Olanda de Nord, Țările de Jos) este un fost pilot de Formula 1. De-a lungul carierei a luat startul în 8 curse, niciuna din pole-position. Nu a câștigat nicio cursă și nu a terminat niciodată pe podium, acumulând 2 puncte în întreaga activitate ca pilot de Formula 1.